# Paul Belous
Paul Belous (* 22. Februar 1923; † 9. Juli 2009) war ein in der Ukraine gebürtiger deutscher Kampfsportlehrer.

## Militärische Tätigkeit
Während der deutschen Besetzung der Ukraine im Zweiten Weltkrieg schloss Belous sich 1942 dem deutschen Militär an und wurde Ausbilder im Nahkampf. Wegen einer Verwundung kam er nach Deutschland und wurde anschließend bei der Kriegsmarine eingesetzt. Nach Kriegsende und Gefangenschaft arbeitete er einige Zeit als Boxtrainer in Duisburg, bevor er für das britische Militär tätig wurde, unter anderem als Nahkampfausbilder.

## Zivile und polizeiliche Kampfsportausbildung
Paul Belous unterrichtete seit 1959 asiatische Kampfkünste in Köln. 1967 gründete er die Jiu-Jitsu-Nahkampfschule „Taifun“. Seine Schule ist spezialisiert auf reale Selbstverteidigung, basierend auf der japanischen Kampfkunst Jiu Jitsu sowie Chinesischem Tempelboxen. 
Seit Bestehen der Schule wurden etliche Danträger ausgebildet, die teilweise selbst Schulen gründeten. 
Paul Belous verlieh unter anderem dem heutigen Bundestrainer und Präsidenten des Deutschen Jiu Jitsu Bundes Dieter Lösgen den 10. Dan. Er gehörte auch zu den Gründungsmitgliedern des DJJB.
Er war der erste Nahkampftrainer des Spezialeinsatzkommandos (SEK) in Köln und hatte diese Position von 1975 bis 1984 inne. 1998 wurde er zum „Polizei-Hauptkommissar h.c.“ ernannt.
In der Kampfsportszene war Paul Belous vor allem für seine Selbstverteidigungslehrgänge mit Kampftechniken im militärischen und zivilen Bereich bekannt, die er mit über 80 Jahren noch selber gab. 50 Jahre lang stand die von Paul Belous 1959 gegründete Kölner Nahkampfschule Taifun – bis zu seinem Tod – unter seiner Leitung und ist die Hauptlehrstätte des Kampfkunstverbandes Internationale Assoziation für asiatische Kampfkünste in Deutschland.

## Preise und Ehrungen
- Im Jiu Jitsu wurde Paul Belous mit dem 10. Dan ausgezeichnet, der ihm am 28. August 1980 vom österreichischen Großmeister Josef Ebetshuber (10. Dan Jiu Jitsu, 7. Dan Judo, und weitere Graduierungen; * 16. Dezember 1905 in Schwechat; † 23. Mai 1988 in Wien[2]) im Namen der Organisation World Jiu Jitsu Wien verliehen wurde.
- Am 5. Januar 1974 zeichnete Hans-Gert Niederstein Paul Belous mit der Erich-Rahn-Gedenkmedaille aus, welche eine der höchsten Auszeichnungen der Korporation Internationaler Danträger ist.